# Supponides
 (octobre 2024).
Les Supponides est le nom donné par l'historiographie moderne à une lignée noble d'origine franque qui devient une des familles les plus importantes du royaume d'Italie carolingien « regnum Italicum » au IXe siècle. Ils ont pour origine le comte Suppo, qui apparaît en 817 comme un partisan zélé de l'Empereur Louis le Pieux. Lui et ses descendants reçoivent le duché de Spolète, ce qui les oppose aux Widonides une autre puissante famille d'origine franque d'Italie centrale.

## Histoire
La famille des Supponides consolide ses positions dans le nord de l'Italie au cours des décennies 820, 830, et 840, en obtenant entre autres le contrôle de Brescia à titre héréditaire, Parme, Crémone et Plaisance. 
Leur pouvoir était étendu mais peu centralisé et ils devaient le partager avec les évêques des cités néanmoins ils demeurent constamment fidèles aux empereurs, afin d'assurer la paix et la stabilité nécessaires pour gouverner leurs domaines vastes mais épars dans la vallée du Pô.  Leur loyauté leur permet d'acquérir un grand pouvoir particulièrement dans la région qui est le cœur de leur domaine  l'Émilie. Une Supponide, Engelberge, devient même l'épouse du roi et empereur Louis II d'Italie. Par son influence ils deviennent la plus puissante famille noble d'Italie pendant les deux décennies du règne de Louis II où ils occupent les plus hauts offices. Après la mort de Louis II, les Supponides soutiennent les Unrochides à qui ils sont apparentés et  les prétendants germaniques à la couronne de roi d'Italie contre les Widonides, ducs de Spolète et les prétentions des rois de francie occidentale. Leur influence décline rapidement après 913 sous le règne de Bérenger Ier et ils rejoignent en 922 la faction qui soutient Rodolphe II de Bourgogne. Ils disparaissent des sources après le milieu du Xe siècle

## Généalogie
- Suppo Ier († 824) comte et duc de Spolète
  - Mauring († 824) duc de Spolète
    - Suppo III († vers 879) duc de Spolète
      - Unroch après 890
        - Rodolphe après 945

  - Adalgis († vers 834) duc de Spolète
    - Suppo II, 
      - Adalgis II (it) (Adalgiso) (mort après 890), comte de Plaisance (880-890) ;
      - Harding, évêque de Brescia (vers 922) ;
      - Boson, comte de Parme ;
      - Wifred II, comte de Plaisance (911–922).
      - Bertille de Spolète (en) épouse Bérenger Ier de Frioul

    -  ? Engelberge († 896/901), épouse de Louis II d'Italie

- -  ?
    - Suppo IV comte de Modène

  - Harding évêque de Modène († vers 943)

### Sources
- (en) Wickham, Chris. Early Medieval Italy: Central Power and Local Society 400-1000. MacMillan Press: 1981.